# Palaeovespa relecta
Palaeovespa relecta är en getingart som beskrevs av Cockerell 1923. Palaeovespa relecta ingår i släktet Palaeovespa och familjen getingar. Inga underarter finns listade i Catalogue of Life.